# تراکنش‌های درازمدت
این نوع تراکنش‌ها تاراکنش‌هایی هستند در پایگاه‌های داده کامپیوتری که منابع خارج از محلیت شبکه را از خود دور می‌کنند، ناموفقیت هارا کنترل می‌کنند، از انتقال‌های کوچکتر اسیدی استفاده می‌کنند و از یک مدیر استفاده می‌کنند تا انتقال را ادامه دهد، کامل کند ویا تمام کند. طبق قوائد اسید می‌توانند بازگشت هم داشته باشند به اصلیت ابتدایی که اول بود یا چیزی مشابه آن که از نظر کاری و فعالیت مساوی آن است. این فعالیت‌ها برای رزرو یک هتل می‌تواند مثل کنسل کردن رزرو بر حسب یک اتفاق باشد.
در میان پروسه‌های کاری تعدادی پروتکل مشخص شده‌اند تا این نوع انتقال‌ها را با استفاده از سرویسهای وب انجام دهند. مثل OASIS Business Transaction Processing و WS-CAF. این پروتکل‌ها مدیرانی دارند که بت موفقیت بتوانند پروسه را در یک انتقال دراز مدت کامل کنند.